# Stożek (topologia)

Stożek okręgu. Podstawa stożka jest niebieska, a ściągnięty punkt jest zielony.

W topologii, w szczególności w topologii algebraicznej, stożkiem {\displaystyle CX} nad przestrzenią topologiczną {\displaystyle X} jest przestrzeń ilorazowa:
{\displaystyle CX=(X\times I)/(X\times \{0\})}
iloczynu przestrzeni {\displaystyle X} przez przedział jednostkowy {\displaystyle I=[0,1].}
Intuicyjnie nad przestrzenią {\displaystyle X} tworzymy walec i ściągamy jeden z końców walca do punktu.
Jeśli {\displaystyle X} jest podprzestrzenią przestrzeni euklidesowej, to stożek nad {\displaystyle X} jest homeomorficzny z sumą odcinków łączących punkty przestrzeni {\displaystyle X} z pewnym punktem zewnętrznym. W tym sensie stożek topologiczny jest identyczny ze stożkiem geometrycznym. Pojęcie stożka topologicznego jest znacznie bardziej ogólne.

## Przykłady
- Stożek nad punktem {\displaystyle p} jest homeomorficzny z przedziałem {\displaystyle I=[0;1].}
- Stożek nad dwoma punktami {\displaystyle 0,1} ma kształt litery „V”.
- Stożek nad przedziałem {\displaystyle I=[0;1]} osi rzeczywistej jest trójkątem, zwanym inaczej 2-sympleksem.
- Stożek nad wielokątem {\displaystyle P} jest ostrosłupem o podstawie {\displaystyle P.}
- Stożek nad kołem jest stożkiem w sensie geometrii klasycznej.
- Stożek nad okręgiem jest powierzchnia boczna stożka:

{\displaystyle \{(x,y,z)\in \mathbb {R} ^{3}\mid x^{2}+y^{2}=z^{2}\land 0\leqslant z\leqslant 1\}.}
Jest on homeomorficzny z domkniętym kołem.
- Ogólnie, stożek nad n-sferą jest homeomorficzny z domkniętą {\displaystyle (n+1)}-kulą.
- Stożek nad {\displaystyle n}-sympleksem jest {\displaystyle (n+1)}-sympleksem.

## Własności
Wszystkie stożki są łukowo spójne, ponieważ każdy jego punkt może być połączony odcinkiem z wierzchołkiem stożka. Ponadto każdy stożek jest ściągalny do wierzchołka za pomocą homotopii
{\displaystyle h_{t}(x,s)=(x,(1-t)s).}
Stożek jest używany w topologii algebraicznej, bo zawiera przestrzeń {\displaystyle X} jako podprzestrzeń przestrzeni ściągalnej.

## Stożek zredukowany
Jeśli {\displaystyle (X,x_{0})} jest przestrzenią punktowaną, to istnieje konstrukcja stożka zredukowanego:
{\displaystyle X\times [0,1]/(X\times \{0\})\cup (\left\{x_{0}\right\}\times [0,1])}

## Kompleksy łańcuchowe
- Stożkiem przekształcenia łańcuchowego {\displaystyle f\colon K\to L} nazywamy kompleks łańcuchowy {\displaystyle Cf,} w którym:

{\displaystyle (Cf)_{n}=L_{n}\oplus K_{n-1},}
{\displaystyle \partial ^{Cf}(y,x)=(\partial ^{L}y+fx,-\partial ^{K}x),} gdzie {\displaystyle (y,x)\in Cf.}
Konstrukcji tej odpowiada następująca konstrukcja geometryczna:
w iloczynie wielościanu {\displaystyle K} przez odcinek jednostkowy {\displaystyle K\times I,} gdzie {\displaystyle I=\langle 0;1\rangle } ściągamy do punktu podstawę iloczynu {\displaystyle K\times \{0\},} a drugą podstawę {\displaystyle K\times \{1\}} doklejamy do wielościanu {\displaystyle L} za pomocą przekształcenia {\displaystyle f\colon K\to L,} co sprowadza się do podzielenia sumy rozłącznej wielościanów {\displaystyle (X\times I)\sqcup Y} przez relacje {\displaystyle (x,0)\sim (x',0)} i {\displaystyle (x,1)\sim f(x)} dla dowolnych {\displaystyle x,x'\in X.}
Stożek przekształcenia łańcuchowego identycznościowego {\displaystyle id\colon K\to K} nazywa się stożkiem nad kompleksem {\displaystyle K} i oznacza się go {\displaystyle CK.}
Ma wtedy miejsce krótki ciąg dokładny:
{\displaystyle 0\to K\ {\xrightarrow {\iota }}\ CK\ {\xrightarrow {\varkappa }}\ K^{+}\to 0}
gdzie {\displaystyle K^{+}} jest zawieszeniem kompleksu {\displaystyle K,} a {\displaystyle \iota } i {\displaystyle \varkappa } są przekształceniami łańcuchowymi określonymi wzorami:
{\displaystyle \iota y=(y,0),\varkappa (x,y)=x.}

## Funktor stożkowy
Odwzorowanie {\displaystyle X\mapsto CX} generuje funktor {\displaystyle C\colon \mathbf {Top} \to \mathbf {Top} } na kategorii przestrzeni topologicznych Top.